# Capelle en Botland
Capelle en Botland is de naam van een voormalige gemeente op het vroegere eiland Duiveland in de provincie Zeeland. De gemeente was ontstaan uit de twee heerlijkheden Capelle en Botland. Als gemeente (in het departement Monden van de Schelde) heeft het bestaan tot 1 januari 1813. Het gebied maakte van 1813 tot 1961 deel uit van de gemeente Nieuwerkerk, die op haar beurt in 1961 opging in de gemeente Duiveland. Sinds 1 januari 1997 maakt het gebied deel uit van de gemeente Schouwen-Duiveland.
Capelle en Botland lag in de polder De Vier Bannen. Dit is de grootste en oudste polder van Duiveland; in de polder liggen ook Ouwerkerk en Nieuwerkerk. De naam van de polder verwijst naar de heerlijkheden Capelle, Ouwerkerk, Nieuwerkerk en Botland. Vóór 1300 werd deze polder bedijkt.